# Ahukinialaa
Ahukinialaa (havajski Ahukini-a-Laʻa = "Ahukini, sin Laae") bio je 4. vladar havajskog otoka Kauaija.
Bio je drugi od trojice sinova kralja Laamaikahikija, koji je otišao na Tahiti.
Njegova je žena bila Hai-a-Kamaio, s kojom je imao sina koji ga je naslijedio, Kamahana.